# Sofonies (profeta)
|  | Per a altres significats, vegeu «Sofonies». |

Sofonies (hebreu: צְפַנְיָה‎) és el novè dels profetes menors de l'Antic Testament. Era de llinatge noble, de la tribu de Simeó, però el seu pare, Kus, potser era etíop i no jueu.
Va començar a profetitzar al temps del rei Josies de Judà (639-609 aC), alguns anys abans que aquest rei portés a terme una reforma religiosa, cap al 621. Va ser contemporani dels profetes Nahum i Jeremies. A l'Antic Testament un llibre, el Llibre de Sofonies, porta el seu nom. Algunes de les profecies del text s'adeqüen bé amb l'època de Josies.
Llença malediccions contra els «etíops», probablement els egipcis de la XXV dinastia derrotats l'any 605 a la batalla de Karkemish. També s'atribueix a Sofonies la maledicció contra Jerusalem i els dirigents del poble de Judà per no haver escoltat la veu de Déu transmesa pels profetes. Va predir la ruïna de Nínive i va fer promeses consoladores sobre la tornada de l'exili de Babilònia, el restabliment de la Llei i la conversió dels idòlatres. El seu estil era semblant al de Jeremies.